# Gaius Septicius Clarus
Gaius Septicius Clarus war ein römischer Ritter und praefectus praetorio unter Kaiser Hadrian. Clarus waren das erste Buch der Briefe von Plinius dem Jüngeren und die Kaiserbiographien (De vita Caesarum) Suetons gewidmet.

## Leben
Lebensdaten des Septicius Clarus sind weitgehend unbekannt. Wenige Informationen über seine Laufbahn können aus der Historia Augusta und den Briefen des Plinius entnommen werden. Wahrscheinlich erhielt er bald nach der Thronbesteigung Hadrians, möglicherweise im Jahr 118 n. Chr., das Amt des Prätorianerpräfekten. Sein Amtskollege war Quintus Marcius Turbo. Im Jahr 122 verlor er das Amt, wie auch Sueton wohl im gleichen Jahr das Amt als Leiter der kaiserlichen Kanzlei (ab epistulis) verlor. Hintergrund war, dass Septicius und Sueton, der ersterem wahrscheinlich die Erlangung des Hofamtes zu verdanken hatte, während der Abwesenheit des Kaisers in Britannien gegen die Etikette des Kaiserhofs gegenüber der Kaiserin Sabina verstoßen haben sollen.
Septicius gilt als Freund und Gönner der Schriftsteller Sueton und Plinius. Sueton widmete ihm sein Hauptwerk, die Kaiserbiographien. Plinius bekennt im Dedikationsschreiben seiner Briefsammlung, dass Septicius ihn zur Sammlung und Veröffentlichung ermuntert hätte. Septicius erscheint weiterhin als Adressat mehrerer Briefe. Außerdem berichtet Plinius, dass er der Onkel des Sextus Erucius Clarus gewesen sei. Eine Grabinschrift aus Ostia nennt wahrscheinlich den Sohn eines Sklaven des Septicius, der nach der Freilassung seinen Gentilnamen angenommen hatte.